# Fußball-Weltmeisterschaft 2006/Japan
Dieser Artikel behandelt die japanische Nationalmannschaft bei der Fußball-Weltmeisterschaft 2006 in Deutschland.

## Qualifikation

### Zweite Runde – Gruppe 3
|  | Japan – Oman |  | 1:0 (0:0) |
|  | Tatsuhiko Kubo (90.+3) |  |           |
|  | Singapur – Japan |  | 1:2 (0:1) |
|  | 0:1 Takahara, 1:1 Indra Sahdan Daud (62.), 1:2 Fujita (84.)                                                                            |  |           |
|  | Japan – Indien |  | 7:0 (3:0) |
|  | 1:0 Kubo (13.), 2:0 Fukunishi (25.), 3:0 Nakamura (29.), 4:0 Suzuki (54.), 5:0 Nakazawa (66.), 6:0 Ogasawara (68.), 7:0 Nakazawa (78.) |  |           |
|  | Indien – Japan |  | 0:4 (0:1) |
|  | 0:1 Suzuki (45.), 0:2 Ono (60.), 0:3 Fukunishi (69.), 0:4 Miyamoto (89.)                                                               |  |           |
|  | Oman – Japan |  | 0:1 (0:0) |
|  | 0:1 Suzuki (54.) |  |           |
|  | Japan – Singapur |  | 1:0 (0:0) |
|  | Tamada (13.) |  |           |

### Finalrunde – Gruppe B
|  | Japan – Nordkorea                                             |  | 2:1 (1:0) |
|  | 1:0 Ogasawara (5.), 1:1 Nam (61.), 2:1 Oguro (90.+2)          |  |           |
|  | Iran – Japan                                                  |  | 2:1 (1:0) |
|  | 1:0 Hashemian (25.), 1:1 Fukunishi (66.), 2:1 Hashemian (75.) |  |           |
|  | Japan – Bahrain                                               |  | 1:0 (0:0) |
|  | 1:0 Ahmed (72./ET)                                            |  |           |
|  | Bahrain – Japan                                               |  | 0:1 (0:1) |
|  | 0:1 Ogasawara (32.)                                           |  |           |
|  | Nordkorea – Japan                                             |  | 0:2 (0:0) |
|  | 0:1 Yanagisawa (67.), 0:2 Oguro (89.)                         |  |           |
|  | Japan – Iran                                                  |  | 2:1 (1:0) |
|  | 1:0 Akira Kaji (29.), 2:0 Masashi Oguro (76.), 2:1 Daei (79.) |  |           |

## Japanisches Aufgebot
| Nr.               | Name                 | Verein vor WM-Beginn | Geburtstag | Spiele   | Tore     |          |          |          |          |
| Torhüter          | Torhüter             | Torhüter             | Torhüter   | Torhüter | Torhüter | Torhüter | Torhüter | Torhüter | Torhüter |
| ----------------- | -------------------- | -------------------- | ---------- | -------- | -------- | -------- | -------- | -------- | -------- |
| 1                 | Seigō Narazaki       | Nagoya Grampus Eight | 15.04.1976 | 0        | 0        | 0        | 0        | 0        |          |
| 12                | Yōichi Doi           | FC Tokyo             | 25.07.1973 | 0        | 0        | 0        | 0        | 0        |          |
| 23                | Yoshikatsu Kawaguchi | Júbilo Iwata         | 15.08.1975 | 3        | 0        | 1        | 0        | 0        |          |
| Abwehrspieler     |                      |                      |            |          |          |          |          |          |          |
| 2                 | Teruyuki Moniwa      | FC Tokyo             | 08.09.1981 | 1        | 0        | 1        | 0        | 0        |          |
| 3                 | Yūichi Komano        | Sanfrecce Hiroshima  | 25.07.1981 | 1        | 0        | 0        | 0        | 0        |          |
| 5                 | Tsuneyasu Miyamoto   | Gamba Osaka          | 07.02.1977 | 2        | 0        | 2        | 0        | 0        |          |
| 6                 | Kōji Nakata          | FC Basel             | 09.07.1979 | 1        | 0        | 0        | 0        | 0        |          |
| 14                | Alex                 | Urawa Red Diamonds   | 20.07.1977 | 3        | 0        | 1        | 0        | 0        |          |
| 19                | Keisuke Tsuboi       | Urawa Red Diamonds   | 16.09.1979 | 2        | 0        | 0        | 0        | 0        |          |
| 21                | Akira Kaji           | Gamba Osaka          | 13.01.1980 | 2        | 0        | 1        | 0        | 0        |          |
| 22                | Yūji Nakazawa        | Yokohama F. Marinos  | 25.02.1978 | 3        | 0        | 0        | 0        | 0        |          |
| Mittelfeldspieler |                      |                      |            |          |          |          |          |          |          |
| 4                 | Yasuhito Endō        | Gamba Osaka          | 28.01.1980 | 0        | 0        | 0        | 0        | 0        |          |
| 7                 | Hidetoshi Nakata     | Bolton Wanderers     | 22.01.1977 | 3        | 0        | 0        | 0        | 0        |          |
| 8                 | Mitsuo Ogasawara     | Kashima Antlers      | 05.04.1979 | 2        | 0        | 0        | 0        | 0        |          |
| 10                | Shunsuke Nakamura    | Celtic Glasgow       | 24.06.1978 | 3        | 1        | 0        | 0        | 0        |          |
| 15                | Takashi Fukunishi    | Júbilo Iwata         | 01.09.1976 | 2        | 0        | 0        | 0        | 0        |          |
| 17                | Junichi Inamoto      | West Bromwich Albion | 18.09.1979 | 2        | 0        | 0        | 0        | 0        |          |
| 18                | Shinji Ono           | Urawa Red Diamonds   | 27.09.1979 | 1        | 0        | 0        | 0        | 0        |          |
| Stürmer           |                      |                      |            |          |          |          |          |          |          |
| 9                 | Naohiro Takahara     | Hamburger SV         | 04.06.1979 | 3        | 0        | 1        | 0        | 0        |          |
| 11                | Seiichirō Maki       | JEF Chiba            | 08.08.1980 | 1        | 0        | 0        | 0        | 0        |          |
| 13                | Atsushi Yanagisawa   | Kashima Antlers      | 27.05.1977 | 2        | 0        | 0        | 0        | 0        |          |
| 16                | Masashi Ōguro        | Grenoble Foot        | 04.05.1980 | 3        | 0        | 0        | 0        | 0        |          |
| 20                | Keiji Tamada         | Nagoya Grampus Eight | 11.04.1980 | 2        | 1        | 0        | 0        | 0        |          |
| Trainer           |                      |                      |            |          |          |          |          |          |          |
|                   | Zico                 |                      | 03.03.1953 |          |          |          |          |          |          |

## Spiele Japans

### Quartier der Mannschaft
Hotel Hilton in Bonn. Der Trainingsplatz war der Sportpark Nord in Bonn.

### Vorrunde – Gruppe F
- Australien –  Japan 3:1 (0:1)

- Japan –  Kroatien 0:0

- Japan –  Brasilien 1:4 (1:1)

Details siehe Fußball-Weltmeisterschaft 2006/Gruppe F